# Att inte vilja se
Att inte vilja se är en roman av Jan Guillou från 2014. Det är den fjärde delen i romansviten Det stora århundradet som handlar om 1900-talet. De tidigare delarna i romansviten är Brobyggarna, Dandy och Mellan rött och svart.

## Handling
Boken utspelar sig åren 1940-1945 och huvudsakligen i Saltsjöbaden, Sandhamn och Lunde (i Kramfors kommun). Utanför Sveriges gränser utspelar sig under dess år andra världskriget. I centrum för berättelsen står den norska familjen Lauritzen, med äldste brodern Lauritz Lauritzen som huvudperson. Syskonen i familjen Lauritzen, bokens huvudpersoner, har sina sympatier på olika sidor i konflikten. Familjen har huvuddelen av sina ekonomiska tillgångar i Tyskland i form av fastigheter och Lauritz fru Ingeborg är tyska och släktband där, men samtidigt har Tyskland ockuperat hemlandet Norge. Lauritz barn återfinns som officer i SS, i norska motståndsrörelsen och i svensk militär tjänst.
Bokens titel syftar på den tyskvänlige Lauritz ovilja att se Tysklands agerande under andra världskriget.